# Els Pregons Grans
Els Pregons Grans, també coneguda per els Peregons Grans, és una platja del terme municipal de Campos, a Mallorca. És similar a es Pregons Petits, té una llargàda de 200 metres, una amplada de 20 metres i una forma semicircular, formant una petit badia. Està situada entre es Trenc i es Pregons Petits. El sortint de la punta des Peregons separa aquesta última platja dels Pregons Grans. Molt a prop s'hi troba l'illa Gavina, principal illa del terme on s'hi troba una cova funerària de l'època pretalaiòtica.
Aquesta platja té un entorn verge sense que la intervenció humana hagi fet efecte. Terra endins també consta d'un sistema dunar poblat de pins blancs i savines comunes. Aquest trets fan que aquesta zona costanera hagi estat inclosa dins del Parc Natural Maritimoterrestre es Trenc - Salobrar de Campos.
L'ancoratge sobre el seu fons de sorra no és perillós, ja que el calat és de cinc metres de profunditat a 250 metres de la costa. Tanmateix no es recomanable acostar-se a la costa quan bufen vents de ponent o mestral.
L'accés terrestre als Pregons Grans només és possible fer-lo a peu. Existeix un camí que bordeja tota la costa des de la Colònia de Sant Jordi (Ses Salines), situat a 600 metres o des d'es Trenc (Campos). Aquests condicionants fan que aquesta platja tingui una afluència de banyistes no molt elevada. També s'hi pot practicar el nudisme.